# بهائی‌ستیزی
بهائی‌ستیزی ستیز با دین بهائیت و بهائیان به شکل‌های گوناگون و با اِعمال تبعیض، سیاه‌نمایی، کینه‌توزی، پیش‌داوری، نفرت‌پراکنی از راه رسانه، حبس، تبعید، آزار و شکنجهٔ جسمی و روانی و نیز کشتار است.

## تاریخچه در ایران

میرزا علی‌محمد ورقا یزدی و فرزندش روح‌الله ورقا یزدی، در غل و زنجیر که سرانجام، به دلیل روی‌گردانی از دین اسلام، در سال ۱۸۹۶ میلادی سلاخی شدند.

از هنگام پیدایش آئین بابی در سال ۱۸۴۴ میلادی و پس از آن، آیین بهائی در ۱۸۵۲ م. بابی‌ستیزی و بهائی‌ستیزی، از سوی عالمان دینی شیعه و حکومت قاجاریه آغاز شد. از آنجا که این دو آیین از جهاتی، واحد تلقی می‌گردند، از دیدگاه جامعه‌شناختی و تاریخی می‌توان آن دو را واحد در نظر گرفت و عنوان بهائی‌ستیزی را به‌طور کلّی، به کار برد.
دلیل مذهبی بهائی‌ستیزی این بود که برخی مجتهدان دینی و حکومت ادعا می‌کردند پس از اسلام دین جدیدی نباید ظاهر شود. از نظر اجتماعی و سیاسی علّت مخالفت آن بود که در صورت قبول ادعای باب و بهاءالله، قدرت مادی و مذهبی و سیاسی طبقهٔ روحانیون و حکومت با چالش‌های جدّی روبه‌رو می‌شد.

### دوران قاجار
بهائی‌ستیزی در دوران حکومت قاجاریان در ایران به اشکال گوناگون دیده می‌شد. انتشار مطالب بر ضدّ آئین بابی و بهائی و تبعید، حبس، شکنجه و قتل و کشتار پیروان، از روش‌های رایج بهائی‌ستیزی در آن دوران بود.
جنبش بابی از همان ابتدای خود با مخالفت سران قاجار روبه‌رو شد. در فاصلهٔ ۱۸۴۸–۱۸۴۹ شاه ایران حدود ۶ هزار نیروی لشکری و تسلیحات برای مقابله با حدود ۵۰۰ بابی که در مقبرهٔ منتسب به شیخ طبرسی در نزدیکی دریای خزر پناه گرفته بودند فرستاد. در نهایت در ماه مه ۱۸۴۹ بابیان که به علت گرسنگی مفرط تضعیف شده بودند فریب وعدهٔ آتش‌بس نیروهای حکومتی را خوردند اما به محض خارج شدن از پناهگاه خود قتل‌عام شدند. دو حادثهٔ مشابه دیگر در نی‌ریز و زنجان دو شهری که جمعیت بابی بالایی داشتند اتفاق افتاد. هر دو واقعه با قتل‌عام بابیان پایان یافت. در سال ۱۸۵۰، صدراعظم وقت امیرکبیر این‌طور تصمیم گرفت که برای پایان دادن به جنبش بابی بهترین راه، اعدام مؤسس این جنبش است که در آن هنگام در زندان بود. باب در ژوئیهٔ ۱۸۵۰ در تبریز اعدام شد.
خشم و درماندگی بابیان از اعدام باب، در ۱۸۵۲ گروه کوچکی از آنان را تحریک کرد تا به جان ناصرالدین‌شاه سوءقصد کنند. پس از ترور نافرجام ناصرالدین‌شاه با بابیان برخورد شدیدی شد. اگر چه تنها عدهٔ کمی از بابیان مسئول این واقعه بودند اما شاه دستور قتل‌عام بابیان را داد. از تعداد دقیق بابیانی که در این دوران کشته شدند اطلاعی در دست نیست. اما به‌طور کلی این رقم معادل ۲۰ هزار نفر در نظر گرفته می‌شود. گزارش‌های کتبی که شاهدان عینی اروپایی از این دوره برجا گذاشته‌اند، روایت می‌کند که چگونه پیروان باب را با آهن گداخته داغ می‌کردند، سنگسار یا با توپ دو نیم می‌کردند، به عنوان هدف برای تمرین استفاده می‌نمودند، جمجمه‌هایشان را می‌شکستند، وارونه از درختان آویزان می‌کردند، دندان‌هایشان را از ریشه بیرون می‌کشیدند، چشم‌هایشان را از حدقه درمی‌آوردند، آن‌ها را مجبور می‌کردند تکه‌های بریده شدهٔ بدن خودشان را بخورند، شمع‌های روشن در بدنشان فرومی‌کردند، پوست کف پای آن‌ها را می‌کندند و در روغن داغ فروکردند، پاهایشان را نعل می‌زدند و قبل از اعدام کردن آن‌ها را می‌دواندند.
در سال ۱۸۵۱ میرزا حسینعلی که در آن وقت بین بابیان به جناب بهاء معروف بود، به شهر بغداد تبعید شد. دشمنی با بهائیان چندان در دوران دودمان قاجار در جامعهٔ ایران رواج داشت که متهم کردن مشروطه‌خواهان به «بابی‌گری»، مهم‌ترین سلاح نظری مستبدان به دوران انقلاب مشروطه ایران بود.

### دوران پهلوی

ویران سازی گنبد حظیره‌القدس تهران به تحریک محمدتقی فلسفی و دستور ارتش در زمان محمدرضا پهلوی

بهائی‌ستیزی در دوران حکومت پهلوی نیز اگرچه نسبت به دوران قاجاریان کمتر بود، ولی به همان اَشکال سابق ادامه داشت. در دوران قاجار آزار و اذیت‌ها بیشتر از طرف عوامل محلی صورت می‌گرفت و حکومت مرکزی گاهی از این برخوردها حمایت می‌کرد و گاهی به دلیل ترس از دست دادن کنترل با آن‌ها مخالفت می‌نمود؛ اما در دوران پهلوی با قوی‌تر شدن حکومت مرکزی، این، خود دولت بود که به تدریج عامل اصلی آزار و اذیت بهائیان شد. در نتیجه شکل آزار از حرکت‌های تهاجمی عوام در دوران قاجار تغییر کرد و ماهیتی اداری به خود گرفت که بیشتر، همراه با بخشنامه‌ها و آیین‌نامه‌های دولتی بود. برای مثال در ۱۹۳۴ دولت به دلیل این‌که یکی از مدارس بهائی در یکی از روزهای تعطیلی بهائی مدرسه را بسته بود، حکم تعطیلی دائم حدود ۶۰ مدرسهٔ بهائی را صادر کرد. همچنین چاپ و انتشار آثار بهائی ممنوع شد و ازدواج بهائی به رسمیت شناخته نمی‌شد.

#### دورهٔ پهلوی یکم
در دورهٔ رضاشاه آرامش نسبی و حتی شکوفایی برای بهائیان ایجاد شد؛ هر چند دورهٔ چندان راحتی هم برای بهائیان نبود؛ با این حال با کاهش نفوذ و قدرت عالمان شیعه از خشونت بر ضد بهائیان کاسته شد؛ ولی حکومت رضاشاه در درازمدت، فعالیت کنترل‌نشده سازمان‌های اجتماعی و دینی را برنتافت؛ به همین دلیل، مدرسه‌های بهائیان را بست. همچنین حاضر به پذیرش اعتبار اسناد ازدواج بهائیان نشد، انتشار کتاب‌هایشان را ممنوع کرد، برخی از مراکز محلی‌شان را بست و برخی از کارمندان بهائی را اخراج کرده و درجه نظامی برخی از افسران بهائی را تنزل داد.

#### دورهٔ پهلوی دوم
جدی‌ترین موج آزار بهائیان در دوران پهلوی از سال ۱۹۵۵ (۱۳۳۴) آغاز شد؛ هنگامی که حکومت به محمدتقی فلسفی اجازه داد در رادیوی سراسری بر ضد بهائیان، به وعظ و خطابه بپردازد و عوام را علیه بهائیان بشوراند. موجی از بهائی‌ستیزی در کشور به راه افتاد و در بسیاری از نقاط بهائیان با قتل و غارت مواجه شدند. شاید یکی از دلایل این موج از بهائی‌ستیزی این بود که شاه به دستگاه روحانیون دینی که به او کمک کرده بودند با کودتا علیه مصدق قدرت را بازپس گیرد احساس دِین می‌کرد.

### دوران جمهوری اسلامی
در دورهٔ جمهوری اسلامی، بهائی‌ستیزی، دوباره به شکلی شدید و مستمر ادامه یافته‌است. همدستی حکومت و فقیهان شیعه در بهائی‌ستیزی در دوران قاجار و پهلوی، در دوران جمهوری اسلامی به یکی‌شدن بهائی‌ستیزان حکومتی و فقیهان تبدیل شد و شکل جدیدِ سیاست رسمی جمهوری اسلامی ایران را به خود گرفت. برخلاف دوران قبل که بهائیان قربانیان اقدامات پراکندهٔ حکومتی بودند، پس از انقلاب ۱۳۵۷ طرح مشخص و برنامه‌ریزی‌شده‌ای برای نابودی جامعهٔ بهائی شکل گرفت.
پس از پیروزی انقلاب ۱۳۵۷ در ایران، بهائی‌ستیزی که با حمایت روحانیان شیعه همراه بود، شکلی جدید و افراطی به خود گرفت. به صورتی که بهائیت تنها مذهبی در ایران است که روحانیّت شیعه برای مبارزه با آنان نهاد ویژه‌ای تأسیس کرده‌است. گفتنی است که بهائیان متهم به حمایت از نظام شاهنشاهی شدند و مورد برخورد نظام جمهوری اسلامی قرار گرفتند که از آن‌جمله می‌توان به اعدام بهائیان، تخریب اماکن مقدس و گورستان‌های بهائی، توهین به مقدسات بهائی و جلوگیری از تحصیل و اشتغال آنان در مراکز دولتی و ادارات نام برد.
بر پایهٔ برخی از منابع، حقوق بهائیان به عنوان بزرگ‌ترین اقلیت دینی غیرمسلمان در ایران، از سوی نظام جمهوری اسلامی ایران نقض می‌شود؛ از جمله: محرومیت از تحصیل در دانشگاه، محرومیت از شغل حکومتی، ممنوعیت برگزاری مراسم دینی و نیز بازداشت، زندان و اعدام….
دشمنی با بهائیان چندان ریشه‌دار و مستمر بود که حتی در روزهای انقلاب، در کنار اشغال و تخریب نهادهای مالی و امنیتی حکومت، کشتن و تخریب و آتش زدن خانه‌های بهائیان فراموش نشد و از جمله در قریه سعدی شیراز، بهائیان «قتل‌عام» شدند.
روح‌الله خمینی پیش از این‌که به قدرت برسد دشمنی خود با بهائیان را اعلام کرده بود و واضح ساخته بود که اقلیت سیصد هزار نفرهٔ بهائیان ایران که بزرگ‌ترین اقلیت دینی کشور بود از حقوق پایهٔ انسانی که سایر اقلیت‌های دینی برخوردار بودند محروم خواهند شد. پس از انقلاب، قانون اساسی جدید کشور به عمد بهائیان را به رسمیت نشناخت و برای آن‌ها هیچ حقی قائل نشد. دادگاه‌های جمهوری اسلامی ایران به نوبهٔ خود از بهائیان در برابر قتل و ضرب و تعرضات دیگر حمایت نمی‌کنند و آنان را مشمول حق دریافت خسارت ندانسته به این ترتیب هر آزار و تجاوزی به بهائیان مجاز انگاشته می‌شود و مصونیت قضایی دارد. دبیرکل سازمان ملل متحد، بان کی‌مون، در گزارش سال ۲۰۱۶ خود در ارتباط با وضعیت حقوق بشر در ایران، بهائیان را ستم‌دیده‌ترین اقلیت دینی ایران نامید.
حقوق انسانی بهائیانِ حتی کودک در نظام جمهوری اسلامی ایران، به گونهٔ سازماندهی‌شده، نقض می‌شود. سرکوب اقلیت‌های دینی (زرتشتیان، یهودیان، مسیحیان و بهائیان…) در ایران، باعث کاهش بسیار شدید پیروان آن‌ها در ایران شده‌است.

#### برخی از روش‌های سرکوب بهائیان
بنا به گزارش‌های نمایندگان سازمان ملل متحد در زمینهٔ حقوق بشر در ایران موارد زیر از جمله موارد سرکوب و آزار و اذیت بهائیان ایران پس از انقلاب ۱۳۵۷ بوده‌است:
1. ممانعت از ثبت ازدواج بهائیان[۳]
2. متهم شدن دفاتر ثبت‌کننده ازدواج بهائیان به رواج فحشا (به دلیل غیر اسلامی بودن عقد ازدواج).[۲۲]
3. درخواست نیروی انتظامی جمهوری اسلامی ایران از برخی پیرزنان و پیرمردان بهائی برای طلاق گرفتن از هم و به عقد هم درآمدن بر پایهٔ شریعت اسلام.[۲۳]
4. ممنوع اعلام کردن تمامی مؤسسات (شوراهای انتخابی) و فعالیت‌های جامعهٔ بهائی[۳]
5. دستگیری و اعدام اعضای شوراهای انتخابی بهائی در سطح محلی و ملی (محفل‌های ملی و محلی)[۳][۲۴]
6. مصادرهٔ اماکن متعلق به جامعهٔ بهائی[۳][۴]
7. مصادرهٔ املاک و دارایی‌های شخصی بهائیان[۳][۲۵][۲۶]
8. پلمب کردن خانهٔ سالمندان بهائی؛[۲۷]
9. مصادره و تخریب امکان دینی و گورستان‌های بهائی[۳]
10. زندان و شکنجهٔ بهائیان[۳][۴]
11. اخراج بهائیان و نیز ممانعت از اشتغال آن‌ها در مشاغل دولتی[۳]
12. فشار بر صاحبان مشاغل برای اخراج کارکنان بهائی خود[۳]
13. پرداخت نکردن حقوق بازنشستگی و صدور دستور مبنی بر این‌که بهائیان حقوق‌های دریافتی پیشین خود را بازگردانند[۳]
14. تعطیل کردن مغازه‌های بهائیان[۳][۱۵]
15. محرومیت از تحصیل در مدارس و به ویژه دانشگاه‌ها[۳][۲۸][۲۹][۳۰][۳۱][۳۲][۳۳][۳۴]
16. صادر نکردن جواز کفن و دفن؛[۳]
17. بیرون آوردن پیکر بهائیان از گور و انداختنشان در بیابان.[۲۷][۳۵][۳۶]
18. ویران کردن خانه‌های بهائیان؛[۳]
19. مصونیت قضایی برای متجاوزان به حقوق افراد بهائی[۳]
20. نفرت‌پراکنی و انتشار تبلیغات ضد بهائی در رسانه‌ها و تحریک عموم علیه بهائیان[۱۵][۳۷]
21. آدم‌ربایی و قتل،[۳] از جمله، سوزاندن بهائیان؛[۳۸]
22. ممنوعیت پرداخت کارت سهمیهٔ مواد غذایی؛[۳۹]
23. کوچاندن اجباری بهائیان؛[۲۷]
24. انتشار فهرست مغازه‌های بهائیان در روزنامه و درخواست از مردم برای بایکوت اقتصادی آن‌ها؛ مانند روش حکومت نازیسم بر ضد یهودیان مغازه‌دار.[۴۰]
25. محرومیت از کارت ملی و گذرنامه، کارت بانکی، گواهی‌نامه رانندگی و بسیاری از مجوزهای دیگر.[۲۷]

#### کشتار بهائیان
«یک بهائی، پر از اضطراب، دارد زندگی می‌کند. هیچ بهائی نمی‌تواند فکر کند که حتی برای متوفیانش سنگ قبرِ درست و حسابی بگذارد؛ تمام اماکن مقدسی که برای بهائیان وجود داشته، با خاک، یکسان شده. اموال بهائیان، غصب می‌شود به عنوان بیت‌المال؛ در سال‌های اولیهٔ انقلاب، ۲۰۰ نفر بهائی، تنها به خاطر بهائی بودن، کشته شدند. در سال[های] اخیر، دوباره، بهائی‌ها را زندانی می‌کنند».
 شبنم طلوعی

مونا محمودنژاد یکی از بهائیانی بود که پس از انقلاب ۱۳۵۷، در هفده سالگی در ایران، اعدام شد. ده‌ها زن بهائی نیز با او اعدام شدند.

از ابتدای انقلاب ۱۳۵۷ ایران تاکنون، بیش از دویست نفر از بهائیان ایران به خاطر اعتقادشان به دین بهائی، توسط نظام جمهوری اسلامی کشته شده‌اند. برخی از افرادی که در اوایل دههٔ ۱۹۸۰ کشته شدند عضو شوراهای انتخابی بهائی (محفل روحانی) بودند که وظیفهٔ رسیدگی به امور بهائیان در سطح محلی و ملی را بر عهده داشتند. اما به غیر از این افراد سایر بهائیان نیز مورد قتل و اعدام قرار گرفته‌اند که مرکز اسناد حقوق بشر ایران این رقم را بین سال‌های ۱۹۸۰ تا ۱۹۸۵ میلادی معادل ۱۸۳ نفر می‌داند. این افراد صرفاً به خاطر اعتقادات مذهبی خود تیرباران شده، اعدام یا به قتل رسیده‌اند. بعضی منابع وابسته به جمهوری اسلامی ادعا می‌کنند که این افراد از صاحب منصبان حکومت قبل بوده‌اند و اعدامشان ربط مستقیم به اعتقادات دینی نداشته‌است. پوچ بودن این اتهامات و ادعاها علیه بهائیان از آن جا روشن می‌شود که مقامات ایرانی همواره به بهائیانی که مورد آزار و سرکوب قرار می‌گیرند چنین وعده داده‌اند که اگر اعتقادشان به آئین بهائی را انکار کنند و اسلام بیاورند آزار و اذیت‌ها علیه آن متوقف می‌شود. این درخواست برای رد اعتقادات بهائیان شاهدی است بر این که اعتقادات دینی بهائیان دلیل اصلی آزار و سرکوب آن‌ها بوده‌است.

##### نمونه‌هایی از موارد ترور و اعدام بهائیان
1. در راستای بهائی‌ستیزی، برخی از بهائیان شهمیرزاد سمنان، در اوایل انقلاب ۱۳۵۷، سوزانده شدند.[۴۵]
2. هشت عضو محفل ملی بهائیان ایران در ۲۷ دسامبر ۱۹۸۱ اعدام شدند. سال قبل از آن اعضای محفل سابق ملی بهائیان ایران همگی ربوده و در وضعیت نامعلومی کشته شده بودند.[۲۴][۲۵]
3. ۷ بهائی در تهران در فاصلهٔ ماه مه تا نوامبر ۱۹۸۰ اعدام شدند.[۲۴]
4. ۱۸ بهائی دیگر در تهران بین اکتبر ۱۹۸۱ تا اوت ۱۹۸۵ اعدام شدند یا در زندان جان دادند.[۲۴]
5. ۹ نفر عضو محفل روحانی محلی تبریز در ۲۹ ژوئیهٔ ۱۹۸۱ در حیاط زندان تبریز اعدام شدند.[۲۴]
6. در ۱۴ ژوئن ۱۹۸۱، ۷ نفر عضو محفل روحانی محلی همدان تیرباران شدند.[۲۴]
7. در ژوئن ۱۹۸۳، ۹ زن بهائی در شیراز به اتهام تدریس در کلاس‌های کودکان بهائی اعدام شدند. جوان‌ترین آن‌ها دختری ۱۷ ساله به نام مونا محمودنژاد بود.[۲۴][۲۵]
8. ۴ عضو محفل روحانی محلی قزوین در ۹ ژوئیه ۱۹۸۲ اعدام شدند.[۲۴]
9. بازداشت و اعدام اعضای محفل روحانی بهائیان تهران؛[۴۶]
10. بازداشت و اعدام اعضای محفل روحانی بهائیان تبریز؛[۴۷]
11. بازداشت و اعدام اعضای محفل روحانی بهائیان همدان؛[۴۸]
12. بازداشت و اعدام اعضای محفل روحانی بهائیان قزوین؛[۴۹]
13. بازداشت و اعدام اعضای محفل روحانی بهائیان یزد؛[۵۰]
14. سلیمان برجیس طبیبی که در تاریخ ۱۴ بهمن ۱۳۲۸ به دست تروریست‌های فدائیان اسلام و به دلیل تبلیغ برای بهائیت، در خانه‌ای در شهر کاشان با هشتاد[۵۱] و یک ضربه کارد، تکه‌تکه شد.[۵۲][۵۳][۵۴]
15. اختر ثابت؛ خانه و مغازهٔ خانواده‌اش و نیز خانه‌ها و مغازه‌های بهائیانی دیگر، به دستور مجتهدی به نام سید عبدالحسین دستغیب (امام جمعه و نمایندهٔ ولی فقیه)، چپاول شده و آتش زده شد. او و خانواده‌اش همانند بیش از ۵۰۰ (پانصد) بهائی دیگر شیراز، بی‌خانمان و آواره شدند. وی به همراه بیش از ۴۰ (چهل) بهائی دیگر، به دست برخی از مأموران سپاه پاسداران انقلاب اسلامی، دستگیر و بازجویی و شکنجه شد و سرانجام، به همراه ۹ زن بهائی دیگر، حلق‌آویز شد.[۵۵]
16. مونا محمودنژاد؛ نوجوانی ۱۷ ساله[۵۶] وی متولد ۱۹ شهریور ۱۳۴۴ برابر با ۱۰ سپتامبر ۱۹۶۵ است. او در زمان اعدام ۱۷ سال داشت.[۵۷][۵۸][۵۹] که در ژوئن ۱۹۸۳ (خرداد ۱۳۶۲)، به همراه چند تن از دختران و زنان بهائی، اعدام شد. اتهام آن‌ها تدریس در کلاس‌های کودکان بهائی (معادل مدرسه یکشنبه‌ها در غرب) بود. زنان بهائیِ پیش‌گفته، در معرض فشارهای جسمی و روانی شدید، قرار گرفتند تا اعتقاد دینی خود را انکار کنند؛ ولی چنین نکردند و اعدام شدند.[۶۰][۶۱]
17. نورانیه یارشاطر؛ به دست گروهی، به گونه‌ای دلخراش کشته شد.[۵۵]
18. سیروس روشنی اسکویی؛ پزشک و متخصص بیهوشی که در زمستان سال ۱۳۶۰، تیرباران شد.[۶۲][۶۳][۵۵]
19. ژینوس نعمت محمودی؛ (ویژگی‌هایش در بخش فلسفه و علم این مقاله، یادآوری شد) او یک سال پس از اعدام همسرش یعنی هوشنگ محمودی، اعدام شد.[۶۴][۵۵]
20. علی‌مراد داوودی؛ نویسندهٔ بیش از ۹۰ نوشتار، استاد فلسفه در دانشگاه تهران (نخستین فارغ‌التحصیل دکتری فلسفه در ایران)، نویسنده، پژوهشگر و مترجم (آثاری همچون: عقل در حکمت مشاء، دربارهٔ نفس، فلسفه در دورهٔ انتشار فرهنگ یونانی و دورهٔ رومی، روح فلسفه در قرون وسطی)[۶۵] و نیز یکی از کشته‌شدگان در جریان قتل‌های زنجیره‌ای ایران.[۶۳][۶۶][۶۷][۵۵]
21. سیمین صابری؛ که به همراه ۱۶ بهائی (مرد، زن و دختر نوجوان) دیگر، پس از شکنجه و به‌دلیل بهائی بودن، توسط جمهوری اسلامی ایران، به دار آویخته شد.[۶۸][۶۹][۵۵][۶۳]
22. اعضای نخستین محفل روحانی ملی بهائیان ایران (پس از انقلاب ۱۳۵۷) که به همراه اعضای دیگر محفل روحانی ایران یعنی عبدالحسین تسلیمی،[۷۰] هوشنگ محمودی، ابراهیم رحمانی، حسین نجی، منوچهر قائم مقامی، عطاالله مقربی، یوسف قدیمی، بهیه نادری و کامبیز صادق‌زاده و نیز دو تن از معاونان مشاورهٔ قاره‌ای یعنی یوسف عباسیان و حشمت‌الله روحانی نیز برای همیشه، ناپدید شد.[۶۳]
23. کامران صمیمی؛ یکی از اعضای دومین محفل روحانی ملی بهائیان ایران (پس از انقلاب ۱۳۵۷) که به همراه اعضای دیگر محفل یعنی ژینوس نعمت محمودی، محمود مجذوب، جلال عزیزی، مهدی امین، عزت‌الله فروهی بروجنی، سیروس روشنی اسکویی و قدرت‌الله روحانی، در دی ۱۳۶۰، تیرباران شد.[۶۳]
24. فرید بهمردی؛ یکی از اعضای سومین محفل روحانی ملی بهائیان ایران (پس از انقلاب ۱۳۵۷) که به همراه اعضای دیگر محفل یعنی جهانگیر هدایتی، شاپور مرکزی، فرهاد اصدقی، اردشیر اختری و امیرحسن نادری، اعدام شد.[۶۳]
25. بازداشت و اعدام اعضای محفل روحانی بهائیان تهران؛[۷۱]
26. بازداشت و اعدام اعضای محفل روحانی بهائیان تبریز؛[۷۲]
27. بازداشت و اعدام اعضای محفل روحانی بهائیان همدان؛[۷۳]
28. بازداشت و اعدام اعضای محفل روحانی بهائیان قزوین؛[۷۴]
29. بازداشت و اعدام اعضای محفل روحانی بهائیان یزد؛[۷۵]
30. خسرو مهندسی؛ مترجم، نویسنده و دارای گواهی‌نامه دکتری در رشته فلسفه و علوم تربیتی که به همراه فتح‌الله فردوسی، اسکندر عزیزی، کوروش طلایی، شیوا محمودی (اسدالله‌زاده) و شیدرخ امیرکیا (بقا)، به دلیل بهائی بودن، توسط نظام جمهوری اسلامی ایران اعدام شد.[۵۵]
31. فرهنگ امیری، ۶۳ ساله، یکی از قربانیان نفرت‌پراکنی بر ضد بهائیان بود که در سال ۱۳۹۵ در یزد، به دست دو تن، کشته شد.[۷۶][۷۷] قاتلان اعتراف کردند که به دلیل سخنان روحانیانی که بهائیان را ضداسلام، معرفی می‌کردند به انجام قتل، ترغیب شده بودند. قاتلان، بعدها آزاد شدند.[۷۸]
32. پرویز فیروزی؛ دارای گواهی‌نامه دکتری در پزشکی که به همراه هشت تن دیگر، به دلیل خودداری از روی‌گردانی از دین بهائیت، توسط نظام جمهوری اسلامی ایران تیرباران شد.[۵۵]
33. مسیح فرهنگی؛ دارای گواهی‌نامه دکتری در پزشکی که به همراه بدیع‌الله فرید، یدالله پوستچی و ورقا تبیانیان، به دلیل بهائی بودن، توسط نظام جمهوری اسلامی ایران اعدام شد.[۵۵]
34. فیروز نعیمی؛ دارای گواهی‌نامه دکتری در پزشکی که به همراه چند تن دیگر به دلیل بهائی بودن، توسط نظام جمهوری اسلامی ایران اعدام شد.[۵۵]
35. اسماعیل زهتاب؛ دارای گواهی‌نامه دکتری در دندان‌پزشکی که به همراه سه تن دیگر، به دلیل باور به دین بهائیت، توسط نظام جمهوری اسلامی ایران اعدام شد.[۵۵]
36. محمود مجذوب؛ دارای گواهی‌نامه دکتری در شاخه حقوق که به همراه هفت تن دیگر، به دلیل باور به دین بهائیت، توسط نظام جمهوری اسلامی ایران اعدام شد.[۵۵]
37. مسرور دخیلی؛ دارای گواهی‌نامه دکتری در پزشکی که به همراه هشت تن دیگر، به دلیل خودداری از روی‌گردانی از دین بهائیت، توسط نظام جمهوری اسلامی ایران تیرباران شد.[۵۵]
38. منوچهر حکیم (پروفسور حکیم)؛ دارای گواهی‌نامه دکتری در پزشکی که پس از انقلاب ۱۳۵۷، ترور و کشته شد.[۵۵]
39. روح‌الله تعلیم؛ دارای گواهی‌نامه دکتری در پزشکی؛[۵۵]
40. کامبیز صادق‌زاده؛ دارای گواهی‌نامه دکتری در پزشکی؛[۵۵]
41. حشمت‌الله روحانی؛ دارای گواهی‌نامه دکتری در پزشکی؛[۵۵]
42. قدرت‌الله روحانی؛ دارای گواهی‌نامه دکتری که پس از انقلاب ۱۳۵۷، به همراه هفت تن دیگر به دلیل بهائی بودن، اعدام شد.[۵۵]
43. بهرام افنان (یکی از خویشاوندان محمدتقی افنان یزدی «وکیل الدوله» و سید علی‌محمد باب و نیز نوهٔ دختری میرزا اشرف عندلیب لاهیجانی)؛ دارای گواهی‌نامه دکتری پزشکی (متخصص قلب و عروق) که پس از مدتی زندانی و شکنجه شدن، به دلیل روی‌گردان نشدن از دین بهائیت و باورمند نشدن به اسلام، توسط نظام جمهوری اسلامی ایران اعدام شد.[۵۵]
44. یوسف عباسیان؛ دارای گواهی‌نامه دکتری در پزشکی که به دلیل بهائی بودن، توسط نظام جمهوری اسلامی ایران اعدام شد.[۵۵]
45. عزت‌الله فروهی بروجنی؛ دارای گواهی‌نامه دکتری در پزشکی که به دلیل بهائی بودن، به دست سپاه پاسداران انقلاب اسلامی، بازداشت شده و به همراه هشت بهائی دیگر، کشته شد.[۵۵]
46. حسین نجی؛ فرزند یکی از مجتهدان و نیز دارای گواهی‌نامه دکتری در پزشکی؛[۵۵]
47. ناصر وفایی؛ دارای گواهی‌نامه دکتری در پزشکی؛[۵۵]
48. مهدی انوری؛ دارای گواهی‌نامه دکتری در داروسازی؛[۵۵]
49. ضیاءالله احراری؛ دارای گواهی‌نامه دکتری در داروسازی؛[۵۵]
50. بزرگ علویان؛ دارای گواهی‌نامه مهندسی در رشته برق و مکانیک؛[۵۵]
51. فیروز پُردل؛ دارای گواهی‌نامه کارشناسی ارشد مهندسی در رشته مکانیک که به دلیل باور به کیش بهائیت، در زندان سپاه پاسداران انقلاب اسلامی حلق‌آویز شد.[۵۵]
52. جهانگیر هدایتی؛ دارای گواهی‌نامه کارشناسی ارشد در رشته مهندسی راه و ساختمان که سرانجام به همراه پنج بهائی دیگر، اعدام شد.[۵۵]
53. کوروش طلایی؛ دارای گواهی‌نامه مهندسی که به همراه پنج تن دیگر، به دلیل بهائی بودن، توسط نظام جمهوری اسلامی ایران اعدام شد.[۵۵]
54. منوچهر فرزانه مؤید (فرزند شیخ حسن فرزانه مؤید)؛ دارای گواهی‌نامه مهندسی که به همراه سه تن دیگر، به دلیل بهائی بودن، توسط نظام جمهوری اسلامی ایران اعدام شد.[۵۵]
55. فرهاد اصدقی؛ دارای گواهی‌نامه دکتری در رشته پزشکی که سرانجام به همراه پنج بهائی دیگر، اعدام شد.[۵۵]
56. حبیب‌الله اوجی؛ شاعری که از سوی برخی از اسلام‌گرایان، آسیب جانی و مالی… دید و سرانجام پس از انقلاب ۱۳۵۷ به دلیل بهائی بودن اعدام شد.[۵۵]
57. (سپهبد) حسین رستگار نامدار؛ نظامی؛[۵۵]
58. (تیمسار) عطاءالله مقربی (از خویشاوندان زین‌العابدین نجف‌آبادی، معروف به «زین‌المقربین»)؛ نظامی؛[۵۵]
59. (سرهنگ) حسین وحدت‌حق؛ نظامی و دارای گواهی‌نامه مهندسی که به دلیل بهائی بودن، توسط نظام جمهوری اسلامی ایران اعدام شد.[۵۵]
60. (سرهنگ) سرّالله وحدت‌نظامی؛ نظامی‌ای که به دلیل بهائی بودن، پس از سال ده‌ها ماه زندان و شکنجه، سرانجام به دلیل بهائی بودن، اعدام شد[۵۵]
61. بهیه نادری؛[۵۵]
62. اشراقیه فروهر؛ پس از انقلاب ۱۳۵۷، وی و همسرش یعنی محمود فروهر را از خانه بیرون کشیدند و خانه و دارایی‌هایشان را مصادره کردند. آن دو پس از چند ماه زندانی بودن و شکنجه شدن، به دلیل روی‌گردان نشدن از دین بهائیت و باورمند نشدن به اسلام، تیرباران شد.[۵۵]
63. ایران رحیم‌پور (خرمایی)؛[۵۵]
64. جلالیه مشتعل اسکویی؛[۵۵]
65. طاهره ارجمندی (سیاوشی)؛ پرستاری که به همراه ۹ زن دیگر، به دلیل بهائی بودن، توسط نظام جمهوری اسلامی ایران اعدام شد.[۵۵]
66. عزت جانمی (اشراقی)؛ که به همراه همسرش یعنی عنایت‌الله اشراقی و نیز یکی از فرزندانش به نام رؤیا اشراقی (دانشجوی رشته دامپزشکی که پیش‌تر، به دلیل بهائی بودنش از دانشگاه، اخراج شده بود)، به دلیل باور به کیش بهائیت، در زندان سپاه پاسداران انقلاب اسلامی حلق‌آویز شد.[۵۵]
67. زرین مقیمی ابیانه؛ دانش‌آموخته رشته ادبیات فارسی؛[۵۵]
68. مهشید نیرومند؛ که به همراه ۹ زن دیگر، به دلیل بهائی بودن، توسط سپاه پاسداران انقلاب اسلامی، به دار آویخته شد.[۵۵]
69. طاهره ارجمندی (سیاوشی)؛ نویسنده و دانش‌آموخته رشته جامعه‌شناسی که به همراه چند تن دیگر، به دلیل بهائی بودن، توسط نظام جمهوری اسلامی ایران، حلق‌آویز شد.[۵۵]
70. نصرت یلدایی؛ که به همراه ۹ زن دیگر، به دلیل بهائی بودن، توسط نظام جمهوری اسلامی ایران، در یکی از میدان‌های شهر، حلق‌آویز شد.[۵۵]

#### آمار کشتار بهائیان
تنها از تاریخ ۱۳۵۷ خورشیدی (۱۹۷۸ م) تا مرداد ۱۳۸۴ (۲۰۰۵)، بیش از ۲۲۰ (دویست و بیست) بهائی توسط نظام جمهوری اسلامی ایران کشته شده‌اند.
1. سال ۱۳۵۷: ۱۰ تن؛
2. سال ۱۳۵۸: ۸ تن؛
3. از بهمن ۱۳۵۸ تا خرداد ۱۳۶۰: ۳۵ تن؛
4. از خرداد ۱۳۶۰ تا مهر ۱۳۶۰: ۳۹ تن؛
5. از مهر ۱۳۶۰ تا مرداد ۱۳۶۷: ۱۲۰ تن؛
6. از مرداد ۱۳۶۷ تا مرداد ۱۳۶۸: ۳ تن؛
7. از مرداد ۱۳۷۶ تا ۱۳۸۴: ۵ تن…[۸۰]

#### زندانی کردن بهائیان
دستگیری و زندانی کردن افراد بهائی به دلیل اعتقاداتشان از جمله آزار و اذیت‌های وارد بر جامعهٔ بهائی ایران است. بنا به آمار دفتر جامعهٔ جهانی بهائی در سازمان ملل متحد تنها در فاصلهٔ سال‌های (۱۳۸۳) ۲۰۰۵ تا (۱۳۹۶) ژانویهٔ ۲۰۱۸، ۱۰۰۶ بهائی در ایران دستگیر شده‌اند. بنا به آخرین آمار این دفتر در فروردین ۱۳۹۷ (مارس ۲۰۱۸) ۹۷ بهائی در ایران در زندان به سر می‌بردند. موارد زیر نمونه‌هایی از این دستگیری‌ها هستند:

##### نمونه‌هایی از بازداشت و حبس بهائیان
- در آذرماه ۱۳۹۶، هیوا یزدانی مهدی‌آبادی (بهی‌فر) توسط نیروهای امنیتی به دلیل «تدریس موسیقی به کودکان» بازداشت و به زندان یزد منتقل شد.[۸۲]
- در ۱۰ خردادماه ۱۳۹۹، میترا بندی امیرآبادی نیز به دست نیروهای امنیتی بازداشت شد. هیوا و میترا بندی امیرآبادی، پیش‌تر نیز بازداشت و زندانی شده بودند.[۸۳]
- در تاریخ ۳ اردیبهشت ۱۳۹۷ پدر و دختر بهائی به نام‌های نعمت‌الله و نازنین بنگاله ساکن شیراز هر کدام به ۵ سال زندان محکوم شدند.[۸۴]
- در تاریخ ۲۶ دی ۱۳۸۷ (۱۵ ژانویهٔ ۲۰۰۹) سرهنگ سلیمان ملک‌زاده فرمانده نیروی انتظامی ویژه جزیره کیش اعلام کرد که نیروی انتظامی ایران، «هشت بهائی را در جزیره کیش بازداشت کرده‌است». به گفته وی «تمامی این افراد از خانواده‌های بهائی بودند و در بازرسی به عمل آمده از محل اقامت آن‌ها در یکی از هتل‌های جزیره کیش، تعدادی کتب تازه به چاپ رسیده دربارهٔ بهائیت، کشف و ضبط گردید».[۸۵]
- در بامداد ۲۵ دی ۱۳۸۷ (۱۴ ژانویهٔ ۲۰۰۹) مأموران امنیتی جمهوری اسلامی با حمله به منازل ۱۰ خانوادهٔ بهائی در تهران، ضمن تفتیش منازل و ضبط کتب مذهبی، عکس‌های خانوادگی و رایانه‌های شخصی، چندین تن را بازداشت و به زندان اوین منتقل کردند. از افراد تحت بازداشت می‌توان به ژینوس سبحانی، شاهرخ طائف، عزیزالله سمندری، پیام اغصانی، دیدار رئوفی و نیما حقار نام برد.[۸۶]
- در تاریخ ۲۹ ژانویهٔ ۲۰۰۸ میلادی (۹ بهمن ۱۳۸۶) علیرضا جمشیدی، سخنگوی قوهٔ قضائیه جمهوری اسلامی در مصاحبه با خبرنگاران اعلام کرد که ۵۴ بهائی ایرانی به جرم «تبلیغ علیه نظام» در شهر شیراز به «یک تا چهار سال زندان» محکوم شده‌اند.[۸۷]
- در تاریخ ۱۴ مه ۲۰۰۸، شش تن از یاران ایران، گروهی که فعالیت‌های جامعهٔ بهائی را در غیاب محفل روحانی ملی در ایران هدایت می‌کند به نام‌های فریبا کمال‌آبادی، جمال‌الدین خانجانی، عفیف نعیمی، سعید رضایی، بهروز توکلی و وحید تیزفهم در حملهٔ مأموران امنیتی به منازل‌شان دستگیر و به زندان اوین منتقل شده‌اند.[۸۸][۸۹] این اتفاق در ادامهٔ دستگیری مهوش ثابت یکی دیگر از یاران ایران (گروه جایگزین محفل ملی ایران پس از تعطیلی نظام اداری بهائی به دستور حکومت جمهوری اسلامی ایران)، در اسفند ماه ۱۳۸۶ صورت گرفت. کمیسیون بین‌المللی آزادی ادیان در ایالت متحده آمریکا این عمل نظام جمهوری اسلامی ایران را محکوم کرد.[۹۰][۹۱] آمریکا، کانادا و اتحادیهٔ اروپا این اقدام نظام جمهوری اسلامی ایران را محکوم کرده و خواستار توقف آزار و اذیت بهائیان در ایران شدند.
- در تاریخ ۱۱ فوریهٔ ۲۰۰۹ میلادی (۲۳ بهمن ۱۳۸۷) دادسرای امنیت تهران از صدور قرار مجرمیت برای ۷ تن از شهروندان بهائی به اتهام: «جاسوسی برای اسرائیل، توهین به مقدسات و تبلیغ علیه نظام جمهوری اسلامی»، خبر داد.[۹۲][۹۳]
- در ۱۲ خرداد ۱۳۹۹، محبوبه میثاقیان به دست نیروهای امنیتی بازداشت بود.[۹۴]
- بر اساس گزارش‌های منتشر شده طی روزهای ۲۳ و ۲۴ خرداد ۱۳۹۶ در شهرهای گرگان و شاهین‌شهر ۱۱ شهروند بهائی دستگیرشده‌اند. اتهام آن‌ها «عضویت در تشکیلات بهائی» و نیز «تبلیغ علیه نظام» است. برای این شهروندان احکامی بین ۱۵ تا ۲۳ ماه زندان صادر شده‌است. بازداشت‌شدگان در گرگان عبارت‌اند از: مژده ظهوری، فرحناز تبیانیان، مریم دهقانی، هوشمند دهقانی که توسط مأموران امنیتی در منازلشان بازداشت شدند و شیدا قدوسی، میترا نوری، پریسا شهیدی، پونه ثنایی و نازی تحقیقی هم پس از احضار به ادارهٔ اطلاعات این شهر جهت اجرای حکمشان به زندان منتقل شدند. دو شهروند بهائی که در شاهین‌شهر اصفهان بازداشت شده‌اند عبارت‌اند از فریده عبدی و نوشین سالکیان که تاکنون اتهامشان اعلام نشده‌است.[۹۵]
- اواخر مهرماه ۱۳۹۷ به‌دنبال بازداشت گستردهٔ بهائیان در شهرهای مختلف ایران، سازمان دیده‌بان حقوق بشر طی گزارشی در مورد آزار و اذیت و بازداشت بهائیان در ایران نوشت که روند دستگیری پیروان آئین بهائیت در جمهوری اسلامی ایران رو به افزایش است و طی دو ماه بیش از ۲۰ نفر از شهروندان بهائی در شهرهای اصفهان، شیراز و کرج دستگیر شده‌اند. چهارشنبه ۲۱ آذر ۱۳۹۷ مجلس نمایندگان آمریکا در قطعنامهٔ جدیدی نسبت به سرکوب اقلیت بهائی توسط جمهوری اسلامی ایران انتقاد کرده‌است.[۹۶]
- ساناز نطقی، شهروند بهائی، توسط دادگاه انقلاب اهواز، به اتهام عضویت در تشکیلات غیرقانونی بهائیت و تبلیغ علیه نظام، به ۵ سال و ۸ ماه حبس محکوم شد.
- امین ذوالفقاری به همراه چند بهائی دیگر، به هشت ماه حبس تعزیری، محکوم شد.[۹۷]

#### توقیف و تخریب مکان‌های دینی و تاریخی
توقیف و تخریب مکان‌های دینی و تاریخی بهائیان ایران یکی دیگر از موارد نقض حقوق آن‌ها به‌شمار می‌رود. برای مثال در سال ۱۹۷۹ میلادی، بهائی‌ستیزان خانهٔ باب در شیراز را که یکی از مقدس‌ترین امکان برای بهائیان محسوب می‌شود تخریب نمودند. در آوریل ۲۰۰۴ آرامگاه قدوس یکی از پیروان اولیهٔ باب توقیف و به‌طور مخفیانه طی چند روز تخریب شد. در ژوئن همان سال حکومت خانهٔ پدر بهاءالله، میرزا عباس نوری، در تهران را که ارزش تاریخی و میراث فرهنگی داشت تخریب کرد.

#### مصادره و ویران کردن خانه‌ها و قبرستان‌های بهائیان
توقیف و تخریب خانه‌ها، املاک و قبرستان‌های بهائیان از دیگر موارد بهائی‌ستیزی به‌شمار می‌رود. در گزارش سال ۲۰۰۶ میلون کوثری، گزارشگر ویژهٔ سازمان ملل متحد که در ۲۰۰۵ در مأموریتی از ایران بازدید کرد، آمده‌است که از سال ۱۹۸۰ تا ۲۰۰۵، حداقل ۶۴۰ مورد از املاک و زمین‌های بهائیان در ایران مصادره شده‌است. او رقم واقعی املاک مصادره شده را به دلیل عدم ثبت و دسترسی به آمار استان‌های دورافتاده بسیار بالاتر می‌داند. این املاک شامل خانه‌ها، زمین‌های کشاورزی، قبرستان‌ها و امکان تاریخی بهائیان بوده‌است. این گزارش همچنین اشاره می‌کند که در مناطق روستایی مصادره خانه‌های بهائیان و بیرون انداختن ساکنان با تهدید و خشونت فیزیکی همراه بوده‌است. هنگامی که این موارد به دادگاه‌های انقلاب برده شده‌است دادگاه رأی به شرعی و قانونی بودن این موارد مصادره و توقیف داده‌است، مسئله‌ای که گزارشگر سازمان ملل متحد آن را نگران‌کننده و نشانه واضح تبعیض علیه بهائیان می‌داند.

##### برخی از نمونه‌های مصادره و تخریب املاک بهائیان
- در سال ۱۹۹۵ بیش از ۱۵۰ خانه بهائیان در یزد مصادره شد.[۲۵]
- در تاریخ یکشنبه مورخ ۷/۱۱/۱۳۸۶ افرادی مسلح که بعداً خود را «عاشقان حسین»[۱۰۱][۱۰۲] معرفی کردند با بولدوزر خانه یکی از بهائیان شهر آباده را تخریب کردند.[۱۰۲][۱۰۳]
- در ژوئن ۲۰۱۰ (۱۳۸۹) ۵۰ خانه خالی از سکنهٔ متعلق به بهائیان در روستای ایول مازندران توسط نیروهای ناشناس تخریب شد و سپس خرابه‌ها به آتش کشیده شد. این خانه‌ها ابتدا چند سال بعد از انقلاب در سال ۱۹۸۳ مصادره شده بودند و حدود بیست خانواده از خانه‌هایشان و روستا بیرون رانده شده بودند. بهائیان ایول اما از طرق قانونی برای بازپس‌گیری خانه‌هایشان اقدام کرده بودند و هر سال تابستان برای کشاورزی در زمین‌هایشان و برداشت محصول به زمین‌هایشان بازمی‌گشتند.[۲۵]
- در تاریخ ۲۰ فوریهٔ ۲۰۲۱ میلادی، اعلام شد که دادگستری مازندران حکم به مصادرهٔ املاک و زمین‌های زراعی ۲۷ خانوادهٔ بهائی روستای ایول را به نفع ستاد اجرایی فرمان امام داده‌است.[۱۰۴][۱۰۵]
- روز پنجشنبه ۲۳ دیماه ۱۴۰۰، دادگاه ویژهٔ اصل ۴۹ مازندران، حکم مصادرهٔ ملک شیدا تأیید، شهروند بهائی ساکن قائمشهر را به نفع «ستاد اجرایی فرمان امام» صادر کرده‌است.[۱۰۶]
- در ۲۲ مهر ۹۹، مصادره کردن زمین‌های ۲۷ خانوار بهائی کشاورز در روستای ایول ساری؛[۲۷]
- در ۱۱ مرداد، ویران کردن خانه‌های برخی بهائیان در روستای روشنکوه ساری؛[۲۷]
- در ۱۷ آبان ماه ۱۴۰۰، به گزارش خبرگزاری هرانا، ارگان خبری مجموعه فعالان حقوق بشر در ایران، مغازهٔ شش شهروند بهائی در قائم‌شهر توسط مأموران ادارهٔ اماکن، پلمب شد.[۱۰۷]

##### برخی از نمونه‌های مصادره و تخریب قبرستان‌های بهائیان

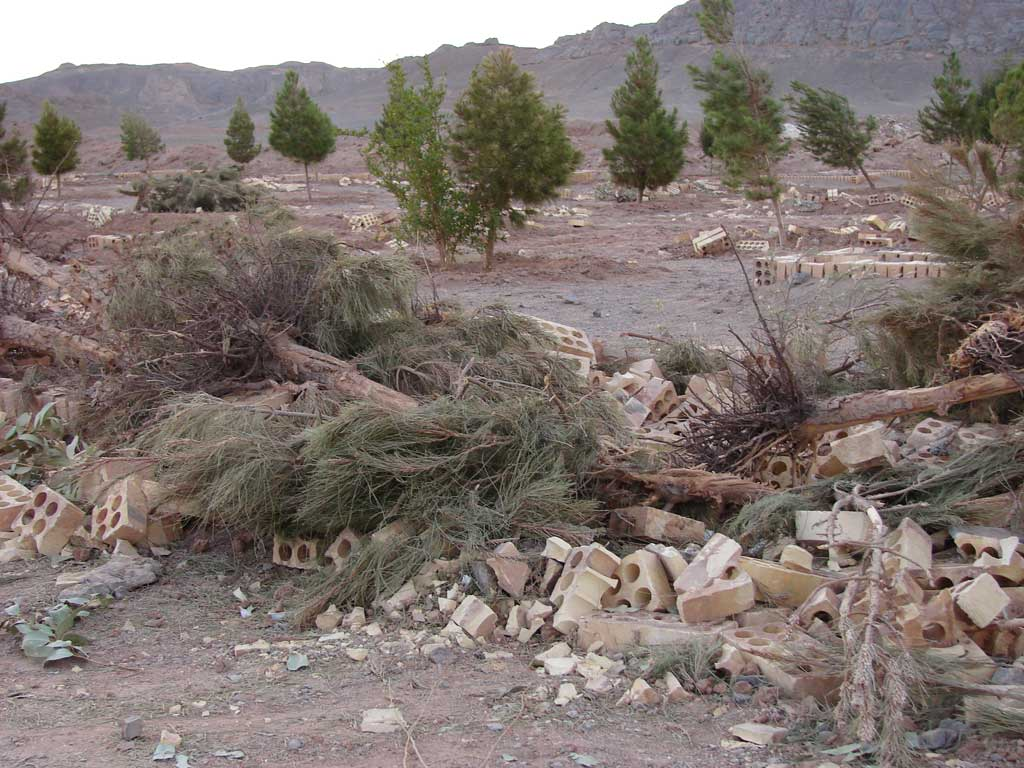
ویران کردن گورستان بهائیان در یزد توسط جمهوری اسلامی

- سپاه پاسداران نظام جمهوری اسلامی ایران در شهرهایی گوناگون، گورستان بهائیان را ویران کرده‌است.[۱۰۸][۱۰۹][۱۱۰][۱۱۱][۱۱۲][۱۱۳][۱۱۴][۱۱۵][۱۱۶][۱۱۷][۱۱۸][۱۱۹][۱۲۰]
- از سال ۱۳۸۳ تا ۱۳۹۰، ویران کردن ۴۲ گورستان بهائیان در شهرهای گوناگون ایران.[۱۲۱]
- در اردیبهشت ۱۳۹۳ (مه ۲۰۱۴) قبرستان تاریخی بهائیان شیراز را که ۹۰ سال قدمت داشت و در آن ۹۵۰ بهائی،[۱۲۲] از جمله ۹ نفر از اعدام شدگان بعد از انقلاب اسلامی دفن بودند، توسط نیروهای سپاه پاسداران انقلاب اسلامی ویران شد. این قبرستان، قبل‌تر در سال ۱۳۶۳ مصادره شده بود.[۱۲۳][۱۲۴][۱۲۵]
- در سال ۱۳۷۲ قبرستان بهائیان در تهران[۱۲۶] به دست شهرداری منطقه، به کلی ویران شد و روی آن، فرهنگسرا ساخته شد.[۱۲۷]
- در روز دوشنبه هشتم مرداد هشتاد و شش جامعه بهائیان یزد در ایران متوجه شدند که گلستان جاوید (قبرستان بهائی) بار دیگر و برای چندمین بار در سالیان اخیر توسط ماشین‌های سنگین یا کشاورزی تخریب شده‌است. این درحالی است که بیش از بیست سال بود درگذشتگان بهائی در این مکان به خاک سپرده می‌شدند و از آخرین مراسم تدفین در این مکان بیش از دو ماه نمی‌گذشت.[۱۲۸][۱۲۹]
- در بامداد دوم آبان ماه ۱۳۸۷ قبرستان (گلستان جاوید) جامعهٔ بهائی در شهر قائم‌شهر واقع در استان مازندران تخریب شد. نزدیک به ۸۰ درصد از قبرها به وسیلهٔ لودر تخریب شده و تنها تعداد معدودی از قبور سالم ماندند.[۱۳۰]
- ۲۹ دی ۱۳۸۷ یک کامیون و یک بلدوزر با همراهی تعدادی از نیروهای لباس شخصی در قبرستان بهائیان درزیکلا قائمشهر اقدام به جمع‌آوری سنگ قبور و مسطح نمودن زمین نمودند.[۱۳۱]

#### محرومیت از حق تحصیل
محرومیت تحصیلی بهائیان بخشی از تلاش‌های دولت ایران برای سرکوب این جامعه است. اندکی پس از انقلاب اسلامی سال ۱۳۵۷ تعداد بسیاری از دانش‌آموزان بهائی در تمامی مقاطع تحصیلی از ابتدایی تا دانشگاه از تحصیل محروم شدند. در سال‌های بعد در واکنش به فشارهای بین‌المللی، دانش‌آموزان مقطع ابتدایی و متوسطه اجازهٔ ثبت نام دوباره یافتند اما محرومیت جوانان بهائی از ورود به دانشگاه‌های خصوصی و عمومی کشور همچنان ادامه دارد و بهائیان نمی‌توانند در دانشگاه‌ها ثبت نام کنند و در صورت ثبت نام باید اخراج شوند.
مصوبه‌ای که دانش‌آموزان بهائی را از ورود به دانشگاه‌های دولتی منع می‌کند در سال ۱۳۵۹ (۱۹۸۱) صادر شد. در آن سال دانشگاه‌ها سیستم جدیدی برای پذیرش دانشجو اتخاذ کردند که بنا بر آن تنها دانش‌آموزانی که به یکی از ادیان رسمی قانون اساسی ایران معتقد بودند اجازه ورود به دانشگاه داشتند. این محدودیت تا به امروز ادامه دارد.
در ۶ اسفند ۱۳۶۹ (۲۵ فوریهٔ ۱۹۹۱) مصوبه‌ای توسط شورای عالی انقلاب فرهنگی صادر شد که ذکر می‌کند که باید از ثبت نام بهائیان در دانشگاه‌ها جلوگیری به عمل آید و چنانچه هویت بهائی فردی هنگام تحصیل مشخص شود باید از تحصیل محروم شود. طی سال‌ها، برای منع ورود متقاضیان بهائی به دانشگاه، ترفندهای گوناگونی در مراحل مختلف فرایند پذیرش از جمله آزمون ورودی، انتخاب رشته، ثبت نام و … به‌کار برده شده‌است. برخی از این دانش‌آموزان با وجود شرکت در کنکور ورودی دانشگاه در مراحل بعدی با عبارت «نقص پرونده» مواجه می‌شوند. در میان معدود دانش‌آموزان بهائی که قادر به ثبت نام و شروع تحصیل در دانشگاه شده‌اند، بیشتر آن‌ها قبل از فارغ‌التحصیلی اخراج شدند. نمونه‌های اخراج دانشجویان بهائی یا ممانعت از ورود آن‌ها به دانشگاه یا عدم صدور مدرک آن‌ها در رسانه‌ها ثبت شده‌است.
در پاسخ به این محرومیت، جامعهٔ بهائی یک سیستم دانشگاهی از راه دور و غیررسمی تأسیس کرده‌است. هم‌اکنون دانشگاه علمی آزاد در بسیاری از رشته‌ها جوانان بهائی را آموزش می‌دهد.

#### محدودیت‌های شغلی و اقتصادی
طبق مصوبهٔ شورای عالی انقلاب فرهنگی جمهوری اسلامی ایران، بهائیان از اشتغال در مشاغل و امکان دولتی محروم هستند. بر اساس سندی که سحام‌نیوز در اردیبهشت ۱۳۹۴ منتشر کرد فرمانده نیروی انتظامی در سال ۱۳۸۶ با صدور دستورالعملی به ادارهٔ اماکن نیروی انتظامی سراسر کشور دستور داده که ضمن شناسایی بهائیان و تهیهٔ آمار مشاغل و پراکندگی جمعیتی آنان، مانع حضورشان در شغل‌هایی با درآمد بالا و در رشته‌های شغلی مشروط به طهارت شوند.
بنا بر آمار دفتر جامعهٔ جهانی بهائی در سازمان ملل متحد از سال ۲۰۰۵ تا ۲۰۱۸ بیش از ۱۱۷۰ نمونه تبعیض اقتصادی علیه بهائیان ایران ثبت شده‌است. از جمله این تبعیض‌ها می‌توان به این موارد اشاره کرد: عدوم صدور یا تمدید پروانه کسب بهائیان، پلمپ و تعطیلی مغازه‌ها و محل‌های کسب و کار بهائیان، دستور به صاحبان ملک مبنی بر عدم اجاره یا تمدید قرارداد مغازه به بهائیان، دستور به فروشگاه‌های زنجیره ای و دفاتر دولتی مبنی بر عدم دادم و ستد با فروشندگان بهائی، فشار بر صاحبان مشاغل خصوصی برای اخراج کارمندان بهائی خود و یورش به امکان کسب و کار بهائی.
نمونه‌هایی از موارد فشار و تبعیض اقتصادی بر بهائیان در سال‌های اخیر:
- تعطیلی و پلمب محل کسب و کار ۱۶ بهائی در استان خوزستان در ژوئیهٔ 2017[۸۱]
- تعطیلی ۲۵ مغازه متعلق به بهائیان در ارومیه نیمه اول ژوئن ۲۰۱۶ (خرداد 1395)[۱۵]
- تعطیلی و پلمب بیش ۱۲۴ مغازه مغازه متعلق به بهائیان در شهرهای استان‌های مازندران، البرز، هرمزگان و کرمان در نوامبر ۲۰۱۶ (آبان 1395)[۸۱][۱۳۹]

جامعهٔ جهانی بهائی در شهریور ۱۳۹۵ (سپتامبر ۲۰۱۶) با انتشار نامه ای سرگشاده به رئیس‌جمهور ایران، حسن روحانی، خواستار پایان دادن به سرکوب اقتصادی بهائیان ایران شد.

#### تبلیغات منفی و نفرت‌پراکنی بر ضد بهائیان
- تبلیغات منفی و نفرت و شایعه پراکنی دربارهٔ بهائیان ایران یکی از گونه‌های آزار و ادیت آن‌ها محسوب می‌شود و دبیرکل سازمان ملل متحد، بان کی مون، در گزارش سپتامبر ۲۰۱۶ خود بابت افزایش موارد نفرت پراکنی و صحبت‌های تشویش آمیز مقامات قضایی و سیاسی، رهبران دینی و رسانه‌های ایران دربارهٔ بهائیان اظهار نگرانی کرد.[۱۵] در ماه ژوئن همان سال گزارشگر ویژهٔ سازمان ملل متحد دربارهٔ آزادی دین یا عقیده نیز از نفرت پراکنی و تهییج مردم علیه بهائیان که می‌تواند به اقدامات خشونت‌آمیز منتهی شود ابراز نگرانی جدی کرد.[۱۵] بنا به آمار دفتر جامعهٔ جهانی بهائی در سازمان ملل متحد تنها در فاصلهٔ سال‌های ۲۰۱۴ تا ۲۰۱۷، ۲۶ هزار مورد تبلیغات ضد بهائی از طریق رسانه‌های ایران در این کشور انتشار یافته‌است.[۳۷]
- دومین دورهٔ کارگاه سه‌روزهٔ طراحی پوستر در راستای نفرت‌پراکنی علیه پیروان آیین بهائی، در کرج برگزار گردید. این برنامه که مصداق عینی نفرت‌پراکنی علیه پیروان یک آیین محسوب می‌شود اقدام دیگری از سوی حکومت ایران است که در چهار دههٔ گذشته به‌صورت روزمره و سیستماتیک حق شهروندی و انسانی پیروان این آیین را نقض کرده‌است. پدیده ثابتی سخنگوی جامعهٔ جهانی بهائی در لندن، گفت، «تبلیغات ضد بهائی دولت ایران در یک جشنوارهٔ فرهنگی که باید عرصه‌ای برای به نمایش گذاشتن ارزش‌های والا و دستاوردهای فرهنگی ایران باشد باعث تاسف است.»[۱۴۲]
- یکی از اقدامات نفرت‌پراکنی دیگر نظام جمهوری اسلامی ایران، برگزاری کارگاه سه‌روزهٔ گرافیک تخصصی با نام «بهائیت محفل خیانت» از ۲۴ تا ۲۶ آذر ماه ۱۴۰۰ در شیراز بود.[۱۴۳]
- همچنین سازمان تبلیغات اسلامی استان البرز و دفتر تبلیغات اسلامی حوزه علمیه قم، دو نهاد حکومتی فعال در حوزهٔ تبلیغات دینی، اقدام به برگزاری یک جشنوارهٔ سه‌روزه بر ضد شهروندان بهائی کردند.[۱۴۴]
- در مدرسهٔ علمیهٔ (اسلامی) الزهرای نیشابور نمایشگاهی بر ضد بهائیان برگزار شد.[۱۴۵]

#### شرایط سخت‌تر در زندان
به‌دنبال افزایش فشار بر زندانیان زندان گوهردشت کرج و اعتصاب غذای ۲۰ زندانی سیاسی، جامعهٔ جهانی بهائی روز ۲۵ مرداد ۱۳۹۶ اطلاعیه‌ای صادر کرد و طی آن از وخیم‌تر شدن اوضاع زندانیان عقیدتی و سیاسی در ایران خبر داد. بر اساس این اطلاعیه، روز ۷ مرداد ۱۳۹۶، تعدادی از زندانیان از جمله ۱۵ زندانی بهائی را به بخش جدید امنیتی زندان منتقل کردند که دارای نظارت‌های امنیتی ویژه است و شرایطی نامساعدتر و سخت‌تر دارد به‌طوری‌که حتی در حمام و دستشویی‌های این بخش دوربین مداربسته و میکروفون نصب شده‌است. همچنین بعد از این انتقال ملاقات خانواده‌های زندانیان قطع شده‌است. دایان علائی، نمایندهٔ جامعهٔ جهانی بهائی در سازمان ملل متحد در ژنو، وقایع اخیر زندان گوهردشت را «بسیار نگران‌کننده» توصیف کرد و گفت این بهائیان تنها به دلیل باورهایشان زندانی هستند.

#### نبش قبر
پس از خاکسپاری پیکر یک شهروند بهائی از اهالی شهر دماوند واقع در استان تهران به نام شمسی اقدسی اعظمیان و در تاریخ ۲ آبان‌ماه ۱۳۹۷، در آرامستان بهائیان گیلاوند به نام گلستان جاوید، پیکر وی به وسیلهٔ عده ناشناسی نبش قبر شده و در بیابان‌های اطراف روستای جابان از توابع همان شهرستان رها شده‌است. پیش از این نیروهای امنیتی به بهائیان ساکن در منطقه گیلاوند اعلام کرده بودند که حق دفن اموات خود را در این گورستان را نداشته و باید خاکسپاری اموات خود را فقط در تهران انجام دهند.

## فتوای رهبران جمهوری اسلامی و مراجع تقلید بر ضد بهائیان
سید روح‌الله خمینی دربارهٔ بهائیان فتوا داد که این طائفه ضاله، کافر و نجس هستند و به حمام مسلمین نباید وارد شوند. پول قرض دادن به بهائیان و قرض گرفتن از آن‌ها اشکال دارد و باید از معامله با آن‌ها اجتناب شود.
سید علی خامنه‌ای نیز در فتوایی بر ضد بهائیان می‌گوید که جمیع افراد فرقهٔ ضالهٔ بهائی محکوم به کفر و نجاست هستند و از غذا و سایر چیزهایی که با رطوبت مسری در تماس با آن‌ها بوده‌است باید اجتناب کرد و در صورت تماس آن‌ها با چیزی، مراعات مسائل طهارت در رابطه با آن‌ها، نسبت به اموری که مشروط به طهارت است، واجب است.
محمد فاضل لنکرانی در پاسخ به استفتایی این‌طور فتوا می‌دهد: بهائی‌ها مسلمان نمی‌باشند بلکه کافر و نجسند. سلام ابتدایی به آن‌ها جایز نیست و در دست دادن به آن‌ها باید مراقب احکام نجس و پاکی باشید. غذای آن‌ها نجس است و خوردن آن، حرام است.
محمدتقی بهجت نیز بهائیان را نجس اعلام کرده و هرگونه ازدواج و معاشرت و معامله با آن‌ها را مطلقاً حرام می‌داند.
جعفر سبحانی و میرزا جواد تبریزی و حسین نوری همدانی و ناصر مکارم شیرازی نیز بهائیان را نجس و ازدواج و معامله با آن‌ها را حرام می‌دانند.

## واکنش‌ها به بهائی‌ستیزی در ایران
- موج آزار و اذیت و سرکوب بهائیان در ایران پس از انقلاب اسلامی توجه جامعهٔ بین‌المللی را به خود جلب کرده‌است. مجمع عمومی سازمان ملل متحد و سایر نهادهای سارمان ملل متحد، سازمان‌های حقوق بشر بین‌المللی، دولت‌های مختلف، دانشگاهیان و روزنامه‌نگاران کشورهای مختلف، فعالان مسلمان حقوق بشر و چهره‌های ترقی‌خواه جامعهٔ ایران متوجه بی‌گناهی و رنج بهائیان شده و سرکوب آن‌ها توسط حکومت ایران را محکوم کرده‌اند و خواستار پایان دادن به این آزار و اذیت شده‌اند.[۴]
- در سطح سازمان ملل متحد نخستین بار در اوایل دههٔ ۱۹۸۰ با انتشار اخبار اعدام، زندانی و شکنجه بهائیان کمیتهٔ جلوگیری از تبعیض و حمایت از اقلیت‌ها نگرانی عمیق خود را از وضعیت بهائیان ایران اعلام کرد.[۲۵] این نگرانی‌ها به سرعت به مجمع عمومی سازمان ملل متحد رسید که از سال ۱۹۸۵ تا کنون بیش از ۲۸ قطع نامه دربارهٔ وضعیت حقوق بشر در ایران صادر کرده که در آن‌ها به‌طور مشخص به وضعیت بهائیان اشاره شده‌است.[۲۵] همچنین در طی سال‌ها گزارشگران ویژهٔ سازمان ملل متحد که برای نظارت بر وضعیت حقوق بشر ایران تعیین شده‌اند در گزارش‌های خود سرکوب وسیع و سیستماتیک بهائیان ایران را به دلایل اعتقادات دینی شان تأیید کرده‌اند.[۳][۲۵]
- فعالان حقوق بشر ایرانی از جمله شیرین عبادی برندهٔ جایزهٔ صلح نوبل، اکبر گنجی روزنامه‌نگار و احمد باطبی فعال دانشجویی از نوع رفتار با بهائیان ابراز نگرانی کرده‌اند.[۲۵] فعالان ایرانی داخل کشور نیز در سال‌های اخیر در ارتباط با حقوق بهائیان مطالبی ارائه کرده‌اند از جمله نسرین ستوده،[۱۵۴][۱۵۵] نرگس محمدی[۱۵۵][۱۵۶] محمد نوری‌زاد،[۱۵۷] محمد مالکی،[۱۵۵] ژیلا بنی‌یعقوب[۱۵۵] و عیسی سحرخیز.[۱۵۵] در ماه مه ۲۰۱۶، پنج نواندیش دینی عبدالعلی بازرگان، حسن فرشتیان، محسن کدیور، صدیقه وسمقی و حسن یوسفی اشکوری بیانیه‌ای در دفاع از بهائیان صادر کردند و از ده‌ها سال «ستم» علیه بهائیان ایران، محروم بودن آن‌ها از حق تحصیل و اشتغال و گرفتن جان آنان انتقاد کردند.[۱۵۸] در میان طبقهٔ روحانی حسینعلی منتظری بر ضرورت رعایت حقوق شهروندی بهائیان تأکید کرده‌است.[۱۵۹] در سال ۲۰۱۴ روحانی دیگری عبدالحمید معصومی تهرانی به نشان همدلی با بهائیان آیه‌ای از آثار بهائی را خوشنویسی کرده و به عنوان هدیه به مرکز جهانی بهائی ارسال کرد.[۱۶۰] در سال ۲۰۰۹ بیانیه‌ای با عنوان «ما شرمساریم» در حمایت از بهائیان ایران توسط بیش از چهل نفر از نویسندگان، دانشگاهیان و شخصیت‌های هنری و فرهنگی خارج از کشور انتشار یافت که در آن نویسندگان از رفتار جمهوری اسلامی با شهروندان بهائی خود اظهار تأسف می‌کنند. این بیانیه تا کنون توسط ۲۶۰ نفر دیگر امضا شده‌است.[۴][۱۶۱]
- گزارشگر ویژه حقوق بشر در ایران، جاوید رحمان در جلسهٔ کمیتهٔ سوم مجمع عمومی روز ۲۴ اکتبر ۲۰۱۸ ضمن ارائهٔ گزارشی از وضعیت حقوق بشر در ایران نسبت به برخورد جمهوری اسلامی ایران با اقلیت‌های مذهبی و قومی از جمله جامعهٔ بهائیان در ایران ابراز نگرانی کرد.[۱۶۲]
- در ۲۱ ژوئیهٔ ۲۰۱۹ سایت اجتماعی توئیتر، حساب‌های خبرگزاری ایرنا، خبرگزاری رسمی جمهوری اسلامی و چند وب‌سایت دیگر از جمله خبرگزاری مهر، باشگاه خبرنگاران جوان و روزنامه جام جم وابسته به سازمان صدا و سیما را به‌دلیل ارسال پیام‌هایی برای آزار بهائیان بسته و غیرفعال کرده‌است.[۱۶۳]
- کمیسیون آمریکایی آزادی بین‌المللی مذهبی، روز ۹ بهمن ۱۳۹۸ طی بیانیه‌ای اقدامات حکومت ایران علیه بهائیان را محکوم کرد. جمهوری اسلامی ایران، بهائیان را به رسمیت نمی‌شناسد و با آن‌ها به انحای مختلف برخورد می‌کند.[۱۶۴]
- روز ۱۶ فوریهٔ ۲۰۲۲ دفتر جامعهٔ جهانی بهائی در ژنو با صدور بیانیه‌ای نسبت به روند رو به افزایش مصادرهٔ اموال متعلق به بهائیان ایران که توسط «ستاد اجرایی فرمان امام» سازماندهی و هدایت می‌شود، شدیداً ابراز نگرانی کرد. دیان علائی، نمایندهٔ جامعهٔ جهانی بهائی در سازمان ملل متحد در ژنو تأکید کرد که «مصادرهٔ املاک بهائیان توسط ستاد اجرایی فرمان امام، مرحله‌ای جدید و بسیار نگران‌کننده در آزار و اذیت بهائیان ایران است و نشان می‌دهد که این سرکوب‌ها از سوی بالاترین سطوح رهبری ایران برنامه‌گذاری می‌شود.»[۱۶۵]

### نامهٔ اعتراضی ۴۳ فیلسوف و دانش‌آموختهٔ الهیات از ۱۶ کشور
۴۳ فیلسوف و دانش‌آموختهٔ برجستهٔ رشتهٔ الهیات از ۱۶ کشور جهان با پیشینه‌های مسیحی، یهودی، مسلمان و هندو در نامه‌ای سرگشاده از نظام جمهوری اسلامی ایران خواستند از پیگرد بهائیان دست برداشته و نیز برای آنان حق برخورداری از آموزش عالی قائل شود. در میان امضاکنندگان این نامه، نام استادان برجسته‌ای مانند چارلز تیلور، پروفسور فلسفه در دانشگاه مک‌گیل کانادا، هیلاری پاتنم، پروفسور فلسفهٔ دانشگاه کوگان و دانشگاه هاروارد آمریکا و لئوناردو بف، پروفسور اخلاقیات فلسفهٔ ادیانی و بوم‌شناسی (اکولوژی) دانشگاه ایالتی ریودوژانیروی برزیل هست.

## پاسخ بهائیان به ظلم و سرکوب
پاسخ بهائیان ایران به ظلم و سرکوب به دور از خشونت و نافرمانی‌های مدنی بوده‌است و از عبارت «استقامت سازنده» برای توصیف آن استفاده می‌شود. بهائیان عقیده دارند که ایجاد تغییرات اجتماعیِ پایدار از جمله غلبه بر ظلم و ستم خشونت‌آمیز باید به ابعاد مادی و معنوی تغییر از جمله تغییر افکار و باورهای قلبی ظالمان و مظلومان توجه کنند. از این رو، در نظر بهائیان راهبردهای تقابل‌آمیزی که گروهی را به مبارزهٔ خشونت‌آمیز یا غیرخشونت‌آمیز با گروهی دیگر وامی‌دارد، به دگرگونی و تغییر پایدار نمی‌انجامند. در نتیجه، بهائیان از هر گونه کنش اجتماعی تفرقه‌آمیز، از جمله مشارکت در سازمان‌دهی و مخالفت سیاسی حزبی، دوری می‌کنند. بیت‌العدل اعظم (شورای بین‌المللی بهائی) می‌گوید واکنش بهائیان در مقابل ظلم، نه قبول خواسته‌های سرکوب‌گران است و نه پیروی از خوی و روش آن‌ها. بهائیان تلاش می‌کنند از راه‌های قانونی به دادخواهی برای خود و دیگران بپردازند و بارها تلاش کرده‌اند از طریق نامه‌نگاری با مسئولان و طرح شکایت‌های قانونی حقوق پایمال‌شدهٔ خود را اعاده کنند. یکی از برجسته‌ترین نمونه‌های استقامت سازنده و صلح‌آمیز بهائیان ایران تأسیس یک سیستم دانشگاهی از راه دور برای جوانان بهائی محروم از تحصیل دانشگاهی است. اگرچه جمهوری اسلامی ایران مدرک این دانشگاه در ایران را معتبر نمی‌داند، اما از سال ۱۹۹۸ (۱۳۷۷) تاکنون بیش از ۸۰ دانشگاه در سراسر دنیا مدرک این دانشگاه را معتبر دانسته‌اند و فارغ‌التحصیلان دانشگاه علمی آزاد را در مراتب بالاتر تحصیلی دانشگاه خود پذیرفته‌اند.

## بهائی‌ستیزی در سایر کشورها

### یمن
در سال‌های اخیر، جامعهٔ بهائی یمن از جانب مقامات صنعا مورد آزار و اذیت و سرکوب از جمله یورش به منازل، دستگیری‌های خودسرانه، بازداشت و حبس قرار گرفته‌است.
در حال حاضر هفت بهائی به دلیل اعتقادات خود در یمن در زندان هستند. پنج نفر از این تعداد در فاصلهٔ آوریل تا اکتبر ۲۰۱۷ دستگیر و زندانی شدند. یک نفر از اوت ۲۰۱۶ در بازداشت به سر می‌برد بهائی دیگر حامد کمال حیدره در سال ۲۰۱۳ توسط دفتر امنیت ملی یمن دستگیر شد و برای حدود یک سال در بازداشتگاهی در صنعا به سر برد. او در این دوران مورد شکنجه و بدرفتاری قرار گرفت و پس از ۹ ماه حبس انفرادی به زندان مرکزی صنعا منتقل شد. حامد حیدره که همچنان در زندان به سر می‌برد در ۲ ژانویهٔ ۲۰۱۸ به دلیل اعتقاد به آئین بهائی به اعدام محکوم شد.
در آوریل ۲۰۱۷ ده‌ها نفر از جامعهٔ بهائی یمن تماس‌های تلفنی تهدیدآمیزی از سوی دادستان کل دادگاه جرائم خاص دریافت کردند که از آن‌ها می‌خواست برای بازجویی در دادگاه حاضر شوند یا آن‌ها را تهدید به دستگیری در خانه‌هایشان می‌کرد. این افراد تهدید شده بودند که چنانچه از عقیدهٔ خود برنگردند دستگیر خواهند شد. به دنبال این ماجرا حکم دستگیری ۲۵ بهائی صادر شد. در ژانویهٔ ۲۰۱۷ دو بهائی که قصد ترک کشور را داشتند در فرودگاه عدن دستگیر شدند و به محل نامعلومی منتقل شدند. در اوت ۲۰۱۶، با یورش نیروهای دفتر امنیت ملی به یک برنامهٔ مخصوص جوانان، ۶۵ بهائی شامل زنان و کودکان دستگیر شدند.
این اعتقاد مطرح است که جمهوری اسلامی در آزار و اذیت بهائیان یمن به خصوص در صنعا که تحت کنترل نیروهای شبه‌نظامی حوثی وابسته به ایران است نقش دارد. احمد شهید گزارشگر ویژهٔ سازمان ملل متحد در زمینهٔ آزادی دین یا عقیده اظهار داشت شدت یافتن موج سرکوب بهائیان در یمن مشابه و انعکاسی از سرکوب و آزار و اذیت بهائیان در ایران است. او این سرکوب‌ها را که با هدف بازگشت بهائیان یمن از اعتقادشان صورت می‌گیرد محکوم کرده‌است و خواستار آزادی همهٔ زندانیان بهائی یمن است. سازمان عفو بین‌الملل، دیده‌بان حقوق بشر و فرستادهٔ ویژهٔ دبیرکل سازمان ملل متحد در امور یمن نیز از سرکوب بهائیان یمن ابراز نگرانی کرده و خواستار آزادی زندانیان بهائی یمن و لغو حکم اعدام حامدبن حیدره شده‌اند.

### مصر
حدود ۲۰۰۰ نفر از پیروان دین بهائی در مصر زندگی می‌کنند. بهائیان مصر در سال ۲۰۰۹ میلادی، به این حق دست یافتند که در شناسنامه‌ها و کارت‌های هویت، از ذکر دیانت و عقیده معاف شوند. در تاریخ ۲ آوریل ۲۰۰۹ میلادی، گروهی از مسلمانان مصری ساکن استان سوهاج، ۴ خانه متعلق به خانواده‌های پیرو دین بهائی را به آتش کشیدند. به گزارش مطبوعات مصر، آتش‌سوزی موجب شد که تعدادی از خانواده‌های بهائی از ترس جان فرار کنند.
بهائیان مصر از جهت خاک‌سپاری مردگانشان نیز با مشکلاتی روبه‌رو هستند.

### قطر
در سال ۲۰۲۱ جامعهٔ بین‌المللی بهائیان با انتشار گزارشی اعلام کرد که طی سال‌های گذشته دولت قطر به صورت سیستماتیک بهائیان را در لیست سیاه خود قرار داده و از این کشور اخراج می‌کند. نمایندهٔ جامعهٔ بین‌المللی بهائیان در سازمان ملل این قبیل اقدام‌ها را به پاکسازی مذهبی تشبیه کرده و گفته‌است که ادامهٔ این سیاست می‌تواند طی چند سال به از بین بردن کل جامعهٔ بهایی در قطر منجر شود.
جامعه بهائی قطر و جامعه جهانی بهائی پیشتر نیز این نگرانی‌های خود را با مقام‌های قطر و همچنین کمیته ملی حقوق بشر این کشور مطرح کرده بودند. در ماه مارس، عدم بهبود اوضاع موجب شد جامعه جهانی بهائی این موضوع را در شورای حقوق بشر سازمان ملل مطرح کند.
در مه ۲۰۲۵ معاون مدیر بخش خاورمیانه و شمال آفریقا در دیده‌بان حقوق بشر با انتشار گزارشی از تداوم تبعیض و تهدیدات علیه جامعۀ بهائی در قطر انتقاد کرد. بر اساس این گزارش بهائیان از استخدام یا دریافت مدارک اداری محروم شده‌اند و مقامات قطری بین سال‌های ۲۰۰۳ تا ۲۰۲۵ حدود ۱۴ نفر از اعضای جامعه را بدون هیچ دلیل ظاهری جز تعلق به دین بهائی، از کشور اخراج کرده‌اند. «رمی روحانی» رئیس شورای روحانی ملی بهائیان قطر که در ژانویۀ ۲۰۲۵ آزاد شده بود، در ۲۸ آوریل ۲۰۲۵ به دلیل انتشار پست‌هایی در حساب ایکس در رابطه با جامعۀ بهائی، بر اساس قانون جرایم سایبری قطر بازداشت و زندانی شده است.

## فیلم‌شناسی
- مستند «جنایت مقدس»، رضا علامه‌زاده.[۱۷۹]